# Melanolophia hyberniaria
Melanolophia hyberniaria är en fjärilsart som beskrevs av Achille Guenée 1858. Melanolophia hyberniaria ingår i släktet Melanolophia och familjen mätare. Inga underarter finns listade i Catalogue of Life.